# Jol (boot)

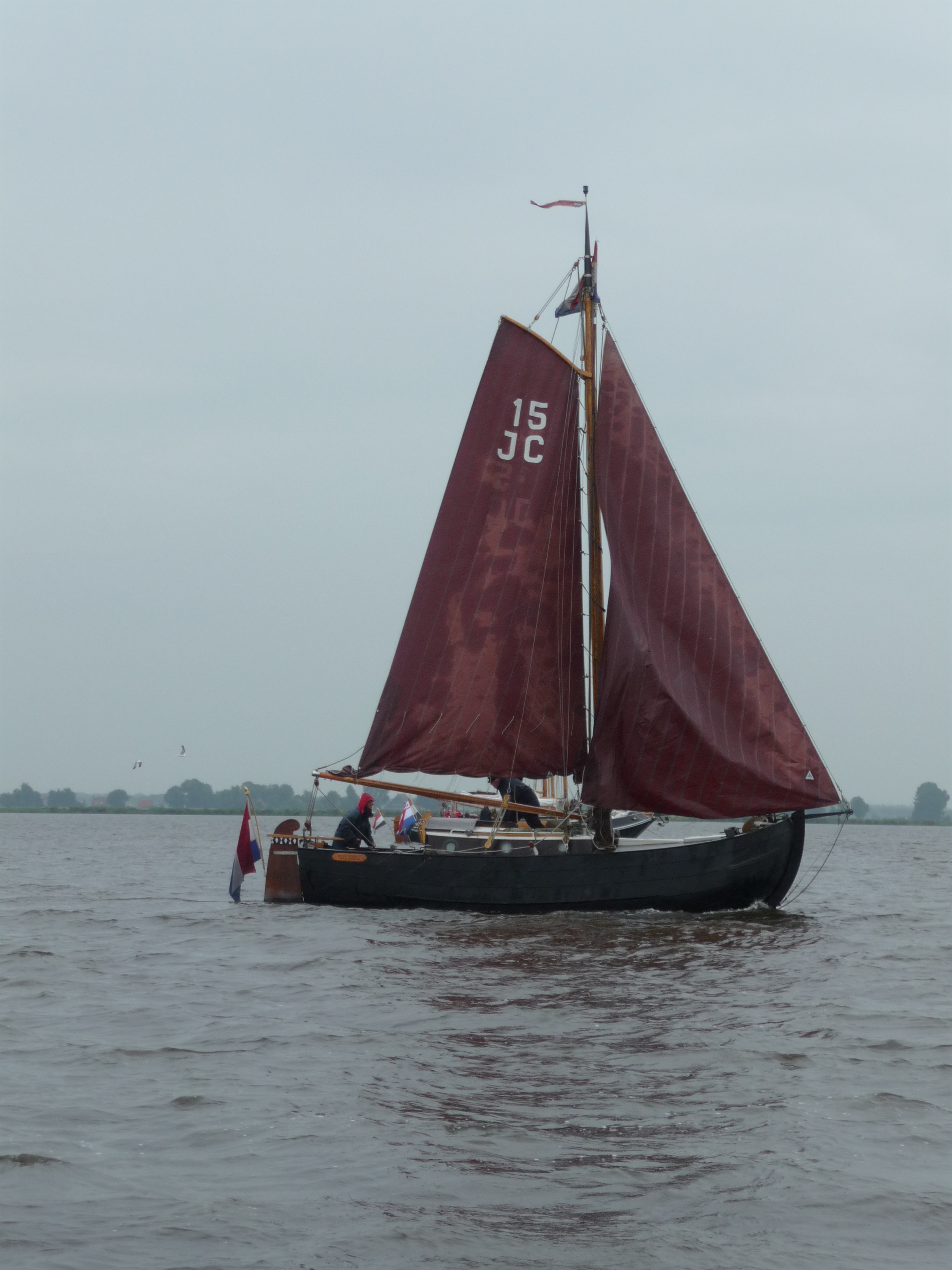
De Staverse Jol Vrouke

Een jol is een klein type roei- of zeilboot. Kenmerkend is de verticaal staande spiegel.
Ook een klein zeewaardig, meestal open bootje met motoraandrijving dat vanaf een groter schip te water wordt gelaten om een loods over te zetten op zeeschepen wordt jol genoemd. Deze kan tegenwoordig van iedere vorm en materiaal zijn, maar de naam jol was zo ingeburgerd dat die nog steeds gebruikt wordt voor kleine scheepjes die voor dit doel worden gebruikt.
Een klein type zeilboot voor recreatie en sport gebruik, de Finnjol, is een internationale klasse.
Een jol was ook een historische vissersboot ontwikkeld rond 1900 voor de ansjovisvisserij met zieënnetten op de Zuiderzee. Onder andere de Staverse jol komt veel voor. Een Staverse jol is een scheepstype dat afwijkt van de meeste traditionele Nederlandse schepen, doordat de jol geen zijzwaarden heeft, maar een lange doorlopende kiel. Andere kenmerken zijn de platte verticaal staande spiegel en het ontbreken van berghouten. Het schip is rond in de kop, de breedte ligt voor het midden en het schip blijft lang doorlopen. Deze scheepjes werden herfstjol, ansjovisjol of fuikenjollen genoemd. Er werden later ook grotere exemplaren gebouwd van 21 tot 25 voet lang, de zogenoemde haringjollen.
In de collectie van het Zuiderzeemuseum bevinden zich meerdere jollen, waaronder een anjovisjol, een wat bredere Oostzaner bunjol, een fuikenjol en twee Staverse jollen; een daarvan, een replica van een jol uit 1893 (ST22), ligt in de museumhaven.

## Benaming
De etymologie van het woord is bekend: de benaming jol is, evenals galei, afgeleid van de gelias, een klein, snelvarend vaartuig dat in de Rode Zee en langs de kusten van Voor-Indië veel gebruikt werd. De naam gelias werd bij verschillende volken op verschillende manieren geschreven en gesproken, bijvoorbeeld ook met een j als beginklank: jelias, in het Arabisch jalba.